# Hermann Hanewacker
Heinrich Hermann Hanewacker (geb. 2. November 1845 in Nordhausen; gest. 22. Februar 1922 in Nordhausen) war ein deutscher Fabrikant, Stadtverordneter, Ehrenbürger der Stadt Nordhausen, preußischer Kommerzienrat und Landtagsabgeordneter.

## Leben

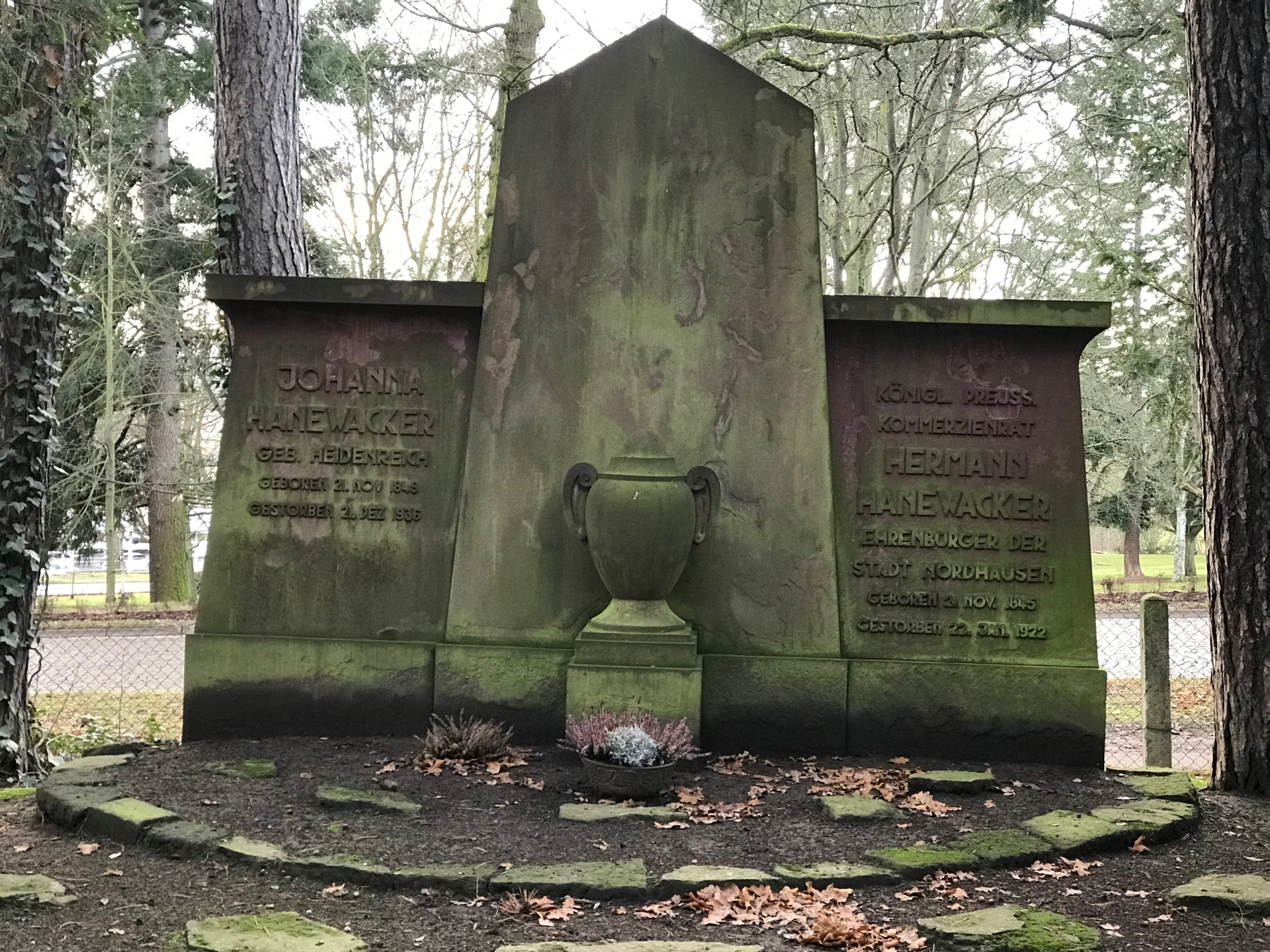
Grabstein der Familie Hanewacker (Johanna Hanewacker & Hermann Hanewacker) auf dem Hauptfriedhof in Nordhausen

Hermann Hanewacker wurde als Sohn des Kautabakfabrikanten Georg August Hanewacker in Nordhausen geboren. Er und seine drei Brüder (Adolph Friedrich) Rudolph, (Georg Wilhelm) Adolph und (Paul August) Hugo arbeiteten nach dem Abschluss der Schule in der väterlichen Kautabakfabrik G. A. Hanewacker. Als ihr Vater August 1870 starb, ging die Handelsfirma an die insgesamt sieben Enkel des Firmengründers Georg Andreas Hanewacker († 1867) über. Hermann und Adolf übernahmen die Betriebsgeschäfte. Da Adolf aber bereits 1879 starb, holte Hermann seine beiden jüngeren Brüder in die Betriebsleitung.
Unter seiner Führung wurde die G. A. Hanewacker zu einer der größten Kautabakfabriken Deutschlands. Zudem brachte er sich rege in das Stadtleben ein und übernahm zahlreiche Ehrenämter. Herauszuheben ist hierbei seine maßgebliche Beteiligung an der Entwicklung der städtischen Sparkasse.
Von 1881 bis 1922 war er Vorsitzender der Nordhäuser Handelskammer, zudem vertrat er von 1912 bis 1918 Nordhausen als Mitglied des Provinziallandtages der preußischen Provinz Sachsen.
Seit 1909 war er Stadtverordneter und arbeitete im Finanzausschuss, 1910 erhielt er den Titel „Königlich Preußischer Kommerzienrat“. Am 3. Oktober 1917 wurde aufgrund seiner gemeinnützigen Arbeit und seine Stiftung zum 100-jährigen Bestehen der Kautabakfabrik zum Ehrenbürger der Stadt Nordhausen ernannt. Hanewacker stiftete erhebliche Summen für öffentliche Bauwerke, für seine Arbeiter und für wohltätige Zwecke.
Hermann Hanewacker war verheiratet mit Johanna Heidenreich. In Folge eines Unfalls verstarb er unerwartet am 22. Februar 1922. In der Chemiker-Zeitung war zu lesen: „Kommerzienrat Hermann Hanewacker, eine der führenden Persönlichkeiten in der deutschen Tabakindustrie, ist im Alter von 75 Jahren am 22. Januar in Nordhausen gestorben.“ Sein dreiflügliges Ehrengrab befindet sich auf dem Nordhäuser Hauptfriedhof.